# Сент-Чарльз (округ)
Округ Сент-Чарльз (англ. Saint Charles County) — округ штата Миссури, США. Население округа на 2009 год составляло 355 367 человек. Административный центр округа — город Сент-Чарльз.

## История
Округ Сент-Чарльз основан в 1812 году.

## География
Округ занимает площадь 1453 км2.

## Демография
Согласно оценке Бюро переписи населения США, в округе Сент-Чарльз в 2009 году проживало 355 367 человек. Плотность населения составляла 244.6 человек на квадратный километр.